# Georges Gautier-Puissant
Georges Gautier (ou Gautier-Puissant par adjonction du nom de son épouse), né le 9 janvier 1771 à Busson, en Champagne (France), et mort le 3 août 1851 à Charleroi (Belgique), est un militaire, industriel et homme politique français, maire de Charleroi.

## Biographie
Georges Noël Gautier est le fils de Jacques Noël Gautier et d'Ursule Colliot. Il épouse le 14 juin 1798 Marie Thérèse Joseph Puissant et devient ainsi le beau-frère de Ferdinand Puissant, futur bourgmestre de Charleroi de 1824 à 1830. Il est le grand-père d'Adolphe Gautier de Rasse, magistrat et administrateur de la Sûreté publique belge.  
Capitaine d'artillerie dans l'Armée française, il participe au siège de Charleroi de 1794 parmi les assiégeants. Avec sa batterie établie à Marcinelle, il bombarde par erreur la maison de la famille Puissant, active depuis de nombreuses générations dans la métallurgie à Charleroi. Après la prise de la citadelle, il vient s'excuser auprès de la famille Puissant où il est bien reçu. Il fait à cette occasion connaissance avec la fille d'André Puissant, maître de forges. C'est à la suite de cette rencontre qu'il épouse, le 14 juin 1798, Marie Thérèse Joseph Puissant et qu'il s'installe définitivement à Charleroi. 
Ayant l'esprit inventif, il avait obtenu le 13 janvier 1798 un congé absolu de l'armée française pour mettre au point une nouvelle machine propre à la filature du coton. On le retrouve ensuite à la tête d'une importante filature de laine et de coton implantée à Charleroi alimentant le marché local de draps et de tricots et fournissant l'armée française en guêtres. La médaille de bronze obtenue à l'Exposition des produits de l'industrie nationale de l'An X et le mariage avec Marie Thérèse Joseph Puissant en font un notable local de Charleroi.
Son attention se concentre ensuite sur les forges dont la famille Puissant est propriétaire depuis de nombreuses générations. En 1812, il reçoit l'autorisation de construire un premier laminoir moderne sur le ruisseau d'Acoz en remplacement de la forge Saint-Eloy. L'innovation consistait à remplacer le marteau de son usine à battre le fer par une mécanique nouvelle appelée laminoir pour produire le laminage de fer et le réduire en tôles. Il se lance également dans des activités politiques à Charleroi. En juin 1811, il est adjoint-maire de Charleroi et, à la suite du décès du maire Barthélémy Thomas en septembre 1813, il est nommé le 6 février 1814 au poste de maire de Charleroi par Décret impérial. À la mise en place du régime hollandais en 1814, il est destitué de ce poste en raison de sa nationalité française et remplacé par Théodore Prunieau.